# إيرل بي. هال
إيرل بي. هال (بالإنجليزية: Earle B. Hall)‏ هو بحار أمريكي، ولد في 25 ديسمبر 1919 في داوسون سبرينغز في الولايات المتحدة، وتوفي في 27 ديسمبر 1941 في Jolo ‏ في الفلبين.